# Fitz-John Winthrop
Fitz-John Winthrop (14 de marzo de 1637-27 de noviembre de 1707), fue gobernador de la Colonia de Connecticut de 1698 hasta su muerte el 27 de noviembre de 1707.

## Biografía
Winthrop nació en Ipswich, Massachusetts, hijo mayor de John Winthrop el Joven y Elizabeth (Reade) Winthrop. Winthrop fue enviado a Harvard, pero falló en su examen de admisión.
En 1658 Winthrop fue a Inglaterra. Sirvió en el ejército inglés Ejército Nuevo Modelo en Escocia bajo las órdenes del general George Monck. Acompañó a Monck cuando marchó a Inglaterra en 1660 a la cabeza de su ejército y restauró al rey Carlos II al trono. Como parte del arreglo de la restauración la mayor parte del ejército fue pagado y disuelto
Winthrop, permaneció en Inglaterra y estuvo en Londres en 1661 cuándo su padre presentó su petición para obtener una carta para el establecimiento de una colonia en Connecticut. En abril de 1663, ambos regresaron a New London.
Winthrop volvió a Connecticut y fue representante en el año 1671. Fue mayor en la Guerra del Rey Felipe, y en 1686 perteneció al consejo del Gobernador Andros. Fue magistrado de Connecticut en 1689 y en 1690 fue nombrado mayor general y comandó la fracasada expedición de las fuerzas Nueva York y Connecticut contra Canadá. a partir de 1693 a 1698 fue Agente de la Colonia de Gran Bretaña. Fue nombrado gobernador de Connecticut en 1696 y ocupó el cargo hasta su muerte en el año 1707.
Winthrop murió en Boston, Massachusetts, el 27 de noviembre de 1707. Está enterrado en King's Chapel Burying Ground en Boston, Massachusetts. Su funeral fue realizado por Cotton Mather, quien llamó a su sermón Winthropi justa.

## Familia
Alrededor de 1677 entró en un matrimonio de unión libre con Elizabeth Tongue, y la pareja tuvo una hija, Mary.